# Siegfried Noffke

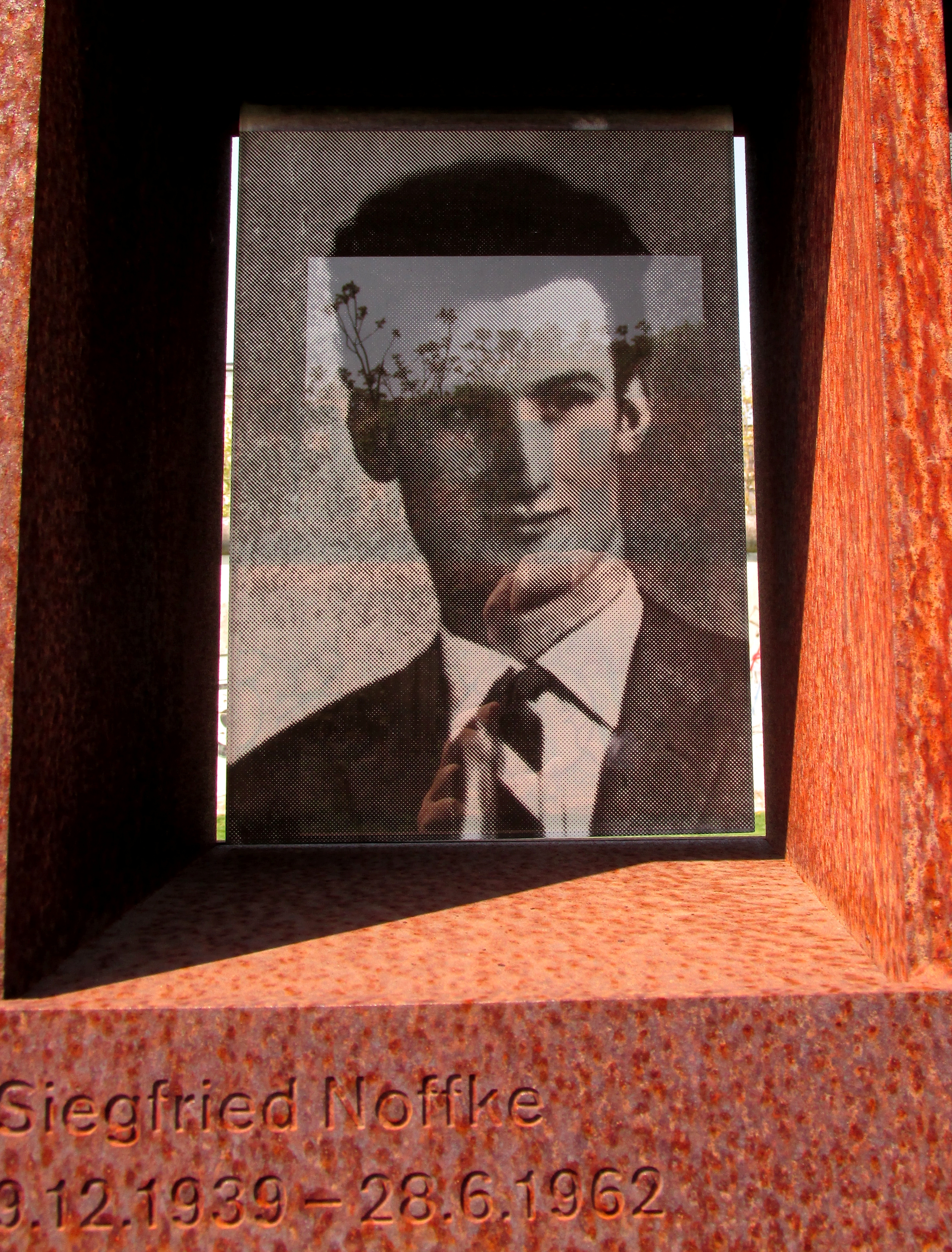
Siegfried Noffke im Fenster des Gedenkens der Gedenkstätte Berliner Mauer

Siegfried Noffke (* 9. Dezember 1939 in Berlin; † 28. Juni 1962 ebenda) war ein Todesopfer an der Berliner Mauer. Beim Versuch, Familienangehörige durch einen Fluchttunnel nach West-Berlin zu holen, erschossen Stasi-Mitarbeiter den damals 22-Jährigen.

## Leben
Siegfried Noffke wurde in Berlin geboren, wuchs im späteren Ost-Berlin auf und absolvierte dort eine Maurerlehre. Ende der 1950er Jahre zog er nach Berlin-Kreuzberg, einem Stadtteil in den Westsektoren. Er heiratete im Mai 1961 Hannelore, mit der er vorher schon einen Sohn hatte. Hannelore wohnte in Ost-Berlin im Bezirk Prenzlauer Berg. Einen Ausreiseantrag auf Übersiedlung der Frau und des Kindes vor Beginn des Mauerbaus am 13. August 1961 genehmigten die Behörden der DDR nicht.
Ein Jahr nach der Abriegelung lernte Noffke bei einem Treffen mit seiner Frau an der Grenzanlage Dieter Hötger kennen, der ihm die Mitwirkung an einem Fluchthilfeprojekt durch einen Tunnel anbot. Auch dessen Frau war in Ost-Berlin zurückgeblieben. Im Keller eines Hauses in der Sebastianstraße begannen Noffke und zwei weitere Männer den Tunnel Richtung Ost-Berlin mit geplantem Ausgang im Keller des Gebäudes Heinrich-Heine-Straße 48/49 zu graben. 1962 gab es mehrere Versuche, Fluchttunnel zu graben, die zum Teil entdeckt wurden. Im März 1962 wurde der Fluchthelfer Heinz Jercha am Ende eines Tunnels erschossen und im Juni 1962 kam der Grenzpolizist Reinhold Huhn durch Schüsse eines Fluchthelfers in der Jerusalemer Straße ums Leben.
Eine der Frauen, die in den Westen geholt werden sollte, weihte ihren Bruder, der als Inoffizieller Mitarbeiter „Pankow“ für die DDR-Staatssicherheit arbeitete, in die Fluchtpläne ein. Dieser verriet die Pläne, woraufhin das Fluchtprojekt observiert wurde, mit dem Ziel, alle Beteiligten festzunehmen, wenn der Tunneldurchbruch erfolgte. IM Pankow gab sich ebenfalls als Fluchtwilliger aus, um so an detaillierte Informationen aus der Gruppe zu kommen. Nachdem mehrere Versuche, den Durchbruch einzuleiten, abgebrochen wurden, half IM Pankow am 28. Juni 1962 den Fluchthelfern auf der Ost-Berliner Seite. Die Staatssicherheit beabsichtigte, die Fluchthelfer festzunehmen und hatte im Keller, dem Treppenhaus und einem nahen Schuppen Stasi-Mitarbeiter positioniert. In die Tür zu dem Keller bohrten sie ein Loch, um die Vorgänge beobachten zu können. Als der Durchbruch gelang und Siegfried Noffke mit einem weiteren Fluchthelfer, Dieter Hötger, den Keller betrat, riss einer der Stasi-Mitarbeiter die Tür auf und eröffnete das Feuer aus seiner Maschinenpistole. Drei weitere Stasi-Mitarbeiter gaben ebenfalls Schüsse ab. Siegfried Noffke, Dieter Hötger sowie IM Pankow wurden mehrfach von Schüssen und Querschlägern getroffen. Ebenso bekam der zuerst schießende MfS-Mitarbeiter eine Schusswunde. Ein bereitstehender Krankenwagen brachte IM Pankow und den MfS-Mitarbeiter in das Krankenhaus der Volkspolizei. Dieter Hötger wurde aus dem Keller geholt und in einer nahen Turnhalle vernommen. Noffke wurde Erste Hilfe verweigert, er wurde schwer verletzt im Keller vernommen, beim anschließenden Transport ins Krankenhaus starb er. Ein Grab bekam er nicht.
Die Fluchtwilligen wurden wegen „ungesetzlichen Grenzübertritts“ zu Gefängnisstrafen verurteilt. Der verletzte Fluchthelfer bekam im Oktober 1962 wegen „staatsgefährdender Gewaltakte“ und „Verleitung zum Verlassen der DDR“ eine Freiheitsstrafe von neun Jahren. IM Pankow, der wegen seiner Verletzungen operiert werden musste, bekam die Verdienstmedaille der Nationalen Volksarmee in Gold verliehen und eine Prämie von 3000 Mark ausgezahlt. Der genaue Hergang der Ereignisse im Keller der Heinrich-Heine-Straße blieb bis zur deutschen Wiedervereinigung ungeklärt. Auch nach dem Ende der SED-Diktatur wurden für den Mord an Noffke weder der Todesschütze Lehmann noch der Verräter IM „Pankow“ bestraft.
Seit dem 12. August 2009 erinnert eine Gedenktafel in der Sebastianstraße an den gescheiterten Tunnel und Siegfried Noffke.